# 中条智世
中条 智世（ちゅうじょう ともよ、8月25日 - ）は、日本の声優、女優、アイドル歌手。三重県津市出身。身長164cm、血液型はA型。

## 来歴
子供の頃『ポケットモンスター』のファンになり、ポケモンマスターを目指す。母親にポケモンが実在しないこと、ゲームやアニメなどのフィクションであることを告げられ、ポケモンマスターになる夢を断念する。同時にアニメに声をあてる声優の存在を知り、声優を目指すことになった。
青二塾出身。声優事務所のRMEに約6年間所属していたが、2020年5月1日に退所を発表した。約1年間のフリーランスでの活動を経て、2020年に新設したばかりの事務所・合同会社ユカイナルに2021年6月1日より準所属となった。
2022年、事務所代表の逝去により11月30日をもってユカイナルが解散となり、再度フリーランスとなった。

## 人物
趣味は釣り、競馬（ゴールドシップが好き）特技は一人牧場、ホルン（吹奏楽部後にオーケストラ）、好きなものは宇宙、深海、グソクムシ、チョコレート、焼酎（芋焼酎のカルピス割り）、ホッピー、アイス、スイカ。
朝「おハレー」、昼「今日ハレー彗星」、夜「今晩ハレー彗星」の後「夜空に煌く宵の一等星ともよんこと中条智世です」、お別れの挨拶「ぐっそばーい！」、就寝の挨拶「ぐっそないと！」、お早う「ぐっそもーにんぐ！」、感謝「ありが等星っ☆ミ」などの独特な挨拶がある。
ハレー彗星とつける挨拶から『恐竜少女ガウ子』のキャラクター「ハレーともよ」が出来る。「ハレー彗星」を付ける「ありが等星っ☆ミ」などは宇宙が好きなところによる。いつから使っているかは本人も覚えてないが、自身のブログを見返したところだいぶ前から使っていたとのこと。「夜空に煌く宵の一等星ともよんこと中条智世です」は「専門学校時代に自己PRでなんかカッコいいのないかなー？って星座図鑑見てて、本に載ってた言葉を組み合わせたもの」（原文）、「ぐっそばーい！」「ぐっそないと！」「ぐっそもーにんぐ！」はグソクムシから。

## 出演

### テレビアニメ
- ガールフレンド（仮）（生徒）[9]
- レディスポ（2018年、コリナルイジ）
- 臨死!!江古田ちゃん（2019年、猛禽）
- アズールレーン（2019年 - 2020年、ヘレナ、川内）
- ブラック★★ロックシューター DAWN FALL（2022年、成体パーツ）
- プリマドール（2022年、新聞の配り手、子供B、女性客）

### OVA
- OVA アズールレーン Queen's Orders（2023年、ヘレナ）

### Webアニメ
- クレヨンしんちゃん外伝 お・お・お・のしんのすけ（2017年、女子A、女の子(2)、女の子[10]）
- ガルーダエキスプレス（ジュガ）[11]
- 恐竜少女ガウ子（ハレーともよ）[12]

### ゲーム
- アズールレーン（2018年 - 2024年、ヘレナ、エイジャックス、川内）[13]
- アズールレーン クロスウェーブ（2019年、ヘレナ、エイジャックス）
- 君はヒーロー（マネーノ・ミココ）[14]
- 異世界からのノノ（ミラ）
- Zgirls（南飛鳥）[15]
- 神代夢華譚（フツヌシ）（ヒルコ）
- アトム 〜時空の果て〜（マイマイオンバ）
- ドールズフロントライン（MG34、ベレッタBM59）
- メルヘンザブラット
- 武装百姫（マクシーン・エメット）
- THE NEW GATE（ティエラ）[16]
- 私たちつきあってるの？（郁恵）[17]
- 僕とあの娘のバス釣りメモリーズ（入間シルル）[18]
- 軍神召喚†アークナイツ（ヴィシャス・アルケミスト）（モリガン）
- ファンタジークロニクル（ドリアード）（少女）
- 99ドラゴンズ（サギリ・シラヌイ）
- プロジェクト・シルバーウイング（AWM[19]）
- キングダムカム・デリバランス（テレーザ）
- フィーバーダンク

### 吹き替え

#### 映画
- トゥー・ラビッツ（ジュリア）[20]
- タイムトラベラーの系譜（ルビー・レッド、サファイア・ブルー、エメラルド・グリーン、ルーシー、ヨゼフィーヌ・プロイス）
- ハイジ アルプスの物語（野菜売り 少年）
- ハーフネルソン（カレン）
- バトル・オブ・ガーディアン（キム）[21]
- ラブチャー 破裂（マーガレット）
- バッドガイズ（ダニー）
- スティ・クランド 戦いの果て（レディ・ベル）
- テイキング・アース 地球侵略（リアル、ハッカー）
- コードネーム BT85 大統領暗殺を阻止せよ（秘書、無線）
- エリザベス 神なき子供（娘 他）
- ライフ・オブ・クライム（娼婦、女）[9]
- ラストサバイバー（マリアム）[22]
- 聖女/Mad Sister（ウネ）
- アクト・オブ・バイオレンス（ミア〈メリッサ・ボローナ〉）
- ハイ・ライフ（ボイジー〈ミア・ゴス〉）[23]

#### アニメ（吹き替え）
- ハペット 虹の島の冒険（モニート）[24]

### 舞台
- 戦場に散りし十字架と塩胡椒、最後に愛と（パム）[25]
- 少女と世界の構造（小林渚）[26]
- INNER SPACE主催 即興芝居バトルMATCH[27]
- BRING BACK！〜お願いだからダマされて！（墨田）[28]
- リディチェからの花々（マレンカ）
- INNER SPACE主催本公演『LOCK』[29]
- 朗読劇サトラレ〜西山幸夫の場合〜[30]

### ドラマCD
- 5色ロケットえんぴつ〜気がつけば恋の話〜（まつり）[31]

### テレビ / ドラマ / CM（顔出し）
- TOKYO MX2「忍者烈風」 - 霜山唯
- TOKYO MX「アニメちゃんに会える国」
- TBS「直撃!コロシアム!! ズバッと!TV」
- 日本テレビ「幸せ!ボンビーガール」 - ボンビーガール[32]
- フジテレビ「トイメン〜ご相席よろしいですか？〜」[33]
- PV「すごい時間割」 - 学生

### 生放送
- 「金曜夜の赤坂アニメバラエティ」[34]

### ユニット
- アイドルユニット「BiRESCO」[35]

## ディスコグラフィ

### シングル
|     | 発売日        | タイトル                                                     | 規格品番   |
| --- | ------------- | ------------------------------------------------------------ | ---------- |
| 1st | 2018年2月24日 | snow white〜love drive〜 24PARADE shooting☆love              | ID43100277 |
| 2nd | 2018年2月24日 | FUN FUN FUNコミュニケイション big saku rise だいすき         | ID43100278 |
| 3rd | 2018年2月24日 | HAPPY→PANDEMIC メランコリックカーニバル いっせーのーで       | ID43100279 |
| 4th | 2018年2月24日 | @good party セカイランウェイ precious                        | ID43100281 |
| 5th | 2018年2月24日 | カツガレウィークエンド 友情ネバーエンディング だまっていても | ID43100280 |

### タイアップ
| 楽曲                     | タイアップ                          | 時期         |
| ------------------------ | ----------------------------------- | ------------ |
| snow white〜love drive〜 | 映画『寄生侵略 PARASITE WAR』主題歌 | 2018年1月6日 |